# Fred Whipple
| Odkryte planetoidy: 1 | Odkryte planetoidy: 1 |
| --------------------- | --------------------- |
| (1252) Celestia       | 19 lutego 1933        |

Fred Lawrence Whipple (ur. 5 listopada 1906 w Red Oak, zm. 30 sierpnia 2004 w Cambridge) – amerykański astronom.

## Życiorys
Był synem farmera ze stanu Iowa, studiował matematykę na Uniwersytecie Kalifornijskim w Los Angeles. Astronomią zainteresował się później i w 1931 roku uzyskał doktorat w tej dziedzinie na Uniwersytecie Kalifornijskim w Berkeley. W tym czasie brał udział w sporządzaniu mapy orbity odkrytego wówczas Plutona. Był profesorem astronomii na Uniwersytecie Harvarda (USA) i dyrektorem Smithsonian Astrophysical Observatory w latach 1955-1973.
W 1951 roku wprowadził do opisu jądra komety model „brudnej kuli śniegowej” (ang. dirty snowball), która dokonuje obrotu. Jeżeli jedna strona zostanie ogrzana przez Słońce, to ciepło powoli przejdzie w głąb do śniegu, który może zmienić się w gaz. To powoduje siłę odrzutu wzdłuż orbity, która może kometę hamować lub ją przyspieszyć w zależności od kierunku obrotu (jeden z tzw. efektów niegrawitacyjnych).
Odkrył kometę okresową 36P/Whipple i kilka innych komet oraz planetoidę (1252) Celestia.
W wyniku jego wysiłków wybudowano obserwatorium astronomiczne na górze Mount Hopkins w Arizonie, jedno z największych obserwatoriów na świecie. W 1981 roku zmieniono nazwę obserwatorium na Obserwatorium im. Freda Lawrence’a Whipple’a.

## Wyróżnienia  i upamiętnienie
- Złoty Medal Królewskiego Towarzystwa Astronomicznego (1983)[7]
- Medal Bruce (1986)[7]
- Nagroda Henry Norris Russell Lectureship przyznana przez American Astronomical Society (1987)[7]

Planetoidę (1940) Whipple nazwano jego nazwiskiem, a (8344) Babette imieniem jego żony, Babette Whipple (z domu Samelson, ur. w 1918). Na jego cześć nazwano też mały krater na Księżycu.